# 伏爾加韋爾霍維耶
伏爾加韋爾霍維耶（羅馬化：Volgoverkhovye）是俄羅斯特维尔州奧斯塔什科夫區的一个村庄，坐落於區府奧斯塔什科夫西北42公里处。该村因伏爾加河源頭位于其旁边而闻名，吸引不少旅客來訪。